# 單伯昊生
單伯昊生（？—？），是西周晚期的单国的君主，姬姓，伯爵，名昊生。出土文物单伯昊生钟，是证明古文献关于單伯昊生记载的实物资料。
| 前任： 單伯 | 单国国君 — | 繼任： 单伯原父 |